# Sierra de Javalambre
De Sierra de Javalambre (Aragonees: Sierra de Chabalambre) is een 29 km lange Spaanse bergketen in de comarca Gúdar-Javalambre van Aragón en de comarcas Rincón de Ademuz en Serrans van Valencia. De keten is de waterscheiding tussen de rivierbekkens van de Mijares en de Turia.
De naam Javalambre is een exoniem en komt van het Arabische Jabal 'Amr جبل عمرو, wat "berg van Amr" betekent. 
Dit gebergte ligt aan het oostelijke uiteinde van het Iberisch Randgebergte en de Sierra del Toro is de oostelijke verlenging ervan. Het hoogste punt is de Pico Javalambre (2.020 m).
De toppen zijn in de winter meestal bedekt met sneeuw en de 1.839 m hoge Cerro Calderón of Alto de las Barracas is de hoogste top van de autonome gemeenschap Valencia. Aramón Javalambre is een klein skigebied in het gebied met 15 km aan skipistes.
Op de Pico del Buitre (1.957 m) op het grondgebied van de gemeente Arcos de las Salinas bevindt zich het Observatorio Astrofísico de Javalambre, een astronomisch observatorium beheerd door het Centro de Estudios de Física del Cosmos de Aragón. De klim naar het observatorium is een bekende en populaire mountainbikepas. In 2019 was het voor het eerst gastheer van de aankomst van de Vuelta a España, in de vijfde etappe. De Spanjaard Ángel Madrazo pakte de ritzege voor de ploeg Burgos-BH, terwijl de Colombiaan Miguel Ángel López de leiding nam in het algemeen klassement.  Het observatorium werd een tweede maal aankomstplaats in de zesde etappe van de Ronde van Spanje 2023. Deze etappe werd gewonnen door de Amerikaan Sepp Kuss. De jonge Fransman Lenny Martinez nam deze etappe de rode leiderstrui over van de Belg Remco Evenepoel.
De snelwegen A-23 en N-234 slingeren zich een weg tussen de Sierra de Javalambre en de Serra d'Espadà en bereiken de kust en de Autopista AP-7 bij Sagunto.